# Zaprešić
Zaprešić är en stad i Kroatien. Staden har 17 538 invånare (2001) och ligger i Zagrebs län i centrala Kroatien.

## Historia
Området där Zaprešić idag ligger har varit bebott sedan forntiden. Arkeologiska fynd i form av stenyxor från yngre stenåldern har hittats i närliggande Brdovec, kopparyxor från kopparstenåldern har påträffats i Marija Gorica och spår efter Hallstattkulturen har hittats i Sveti Križ. Under romartiden passerade huvudvägen mellan Emona (dagens Ljubljana) till Siscia (dagens Sisak) genom området. Zaprešić omnämns dock först 1094, i samband med grundandet av Zagrebs stift, då den kroatisk-ungerske kungen  Ladislaus I förlänade området väster och öster om Medvednica till sin rådgivare Ača för att skydda det nya stiftet. Under 1400- och 1500-talet då osmanerna avancerade söderifrån anlände många flyktingar från Lika till staden. Det kroatiska och slovenska bondeupproret 1573 slog hårt mot staden och en av upprorsledarna, Ilija Gregorić, kom från närliggande Marija Gorica.

## Arkitektur

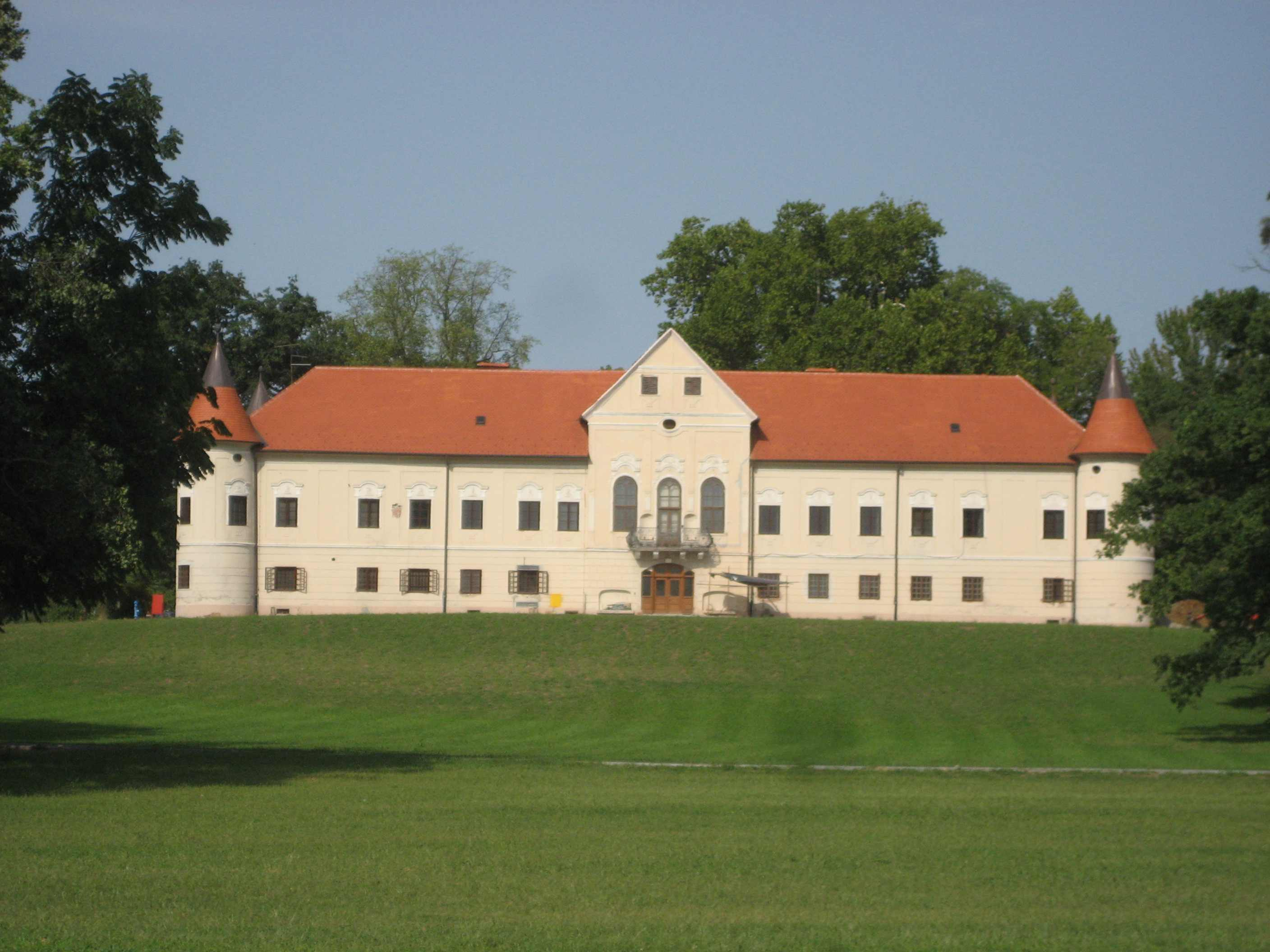
Slottet Lužnica.

I Zaprešić med omgivningar finns ett flertal slott, däribland slotten Oršić, Januševec och Lužnica. De flesta slotten är byggda under 1700- och 1800-talet och bär stildrag från barocken. Slottet Novi Dvori uppfördes 1611 av den kroatiska adelsfamiljen Zrinski.

## Kommunikationer
Vid Zaprešić finns anslutningsväg till motorvägen A2 som i nordlig riktning leder mot Krapina och den kroatisk-slovenska gränsen och i sydlig riktning mot huvudstaden Zagreb.

## Sport
Fotbollsklubben NK Inter Zaprešić kommer från staden.